# Forest Grove
Forest Grove is een plaats (city) in de Amerikaanse staat Oregon, en valt bestuurlijk gezien onder Washington County.

## Demografie
Bij de volkstelling in 2000 werd het aantal inwoners vastgesteld op 17.708. In 2006 is het aantal inwoners door het United States Census Bureau geschat op 20.111, een stijging van 2403 (13,6%).

## Geografie
Volgens het United States Census Bureau beslaat de plaats een oppervlakte van 12,2 km², waarvan 11,9 km² land en 0,3 km² water. Forest Grove ligt op ongeveer 64 m boven zeeniveau.

## Plaatsen in de nabije omgeving
De onderstaande figuur toont nabijgelegen plaatsen in een straal van 16 km rond Forest Grove.